# نروسا دلا باتالیا
نروسا دلا باتالیا (به ایتالیایی: Nervesa della Battaglia) یک کومونه در ایتالیا است که در استان ترویزو واقع شده‌است. نروسا دلا باتالیا ۳۵٫۶ کیلومتر مربع مساحت و ۷٬۰۰۴ نفر جمعیت دارد و ۷۸ متر بالاتر از سطح دریا واقع شده‌است.

## خواهرخوانده
شهر لوگو (امیلیا-رومانیا) خواهرخواندهٔ نروسا دلا باتالیا هست.

## نگارخانه

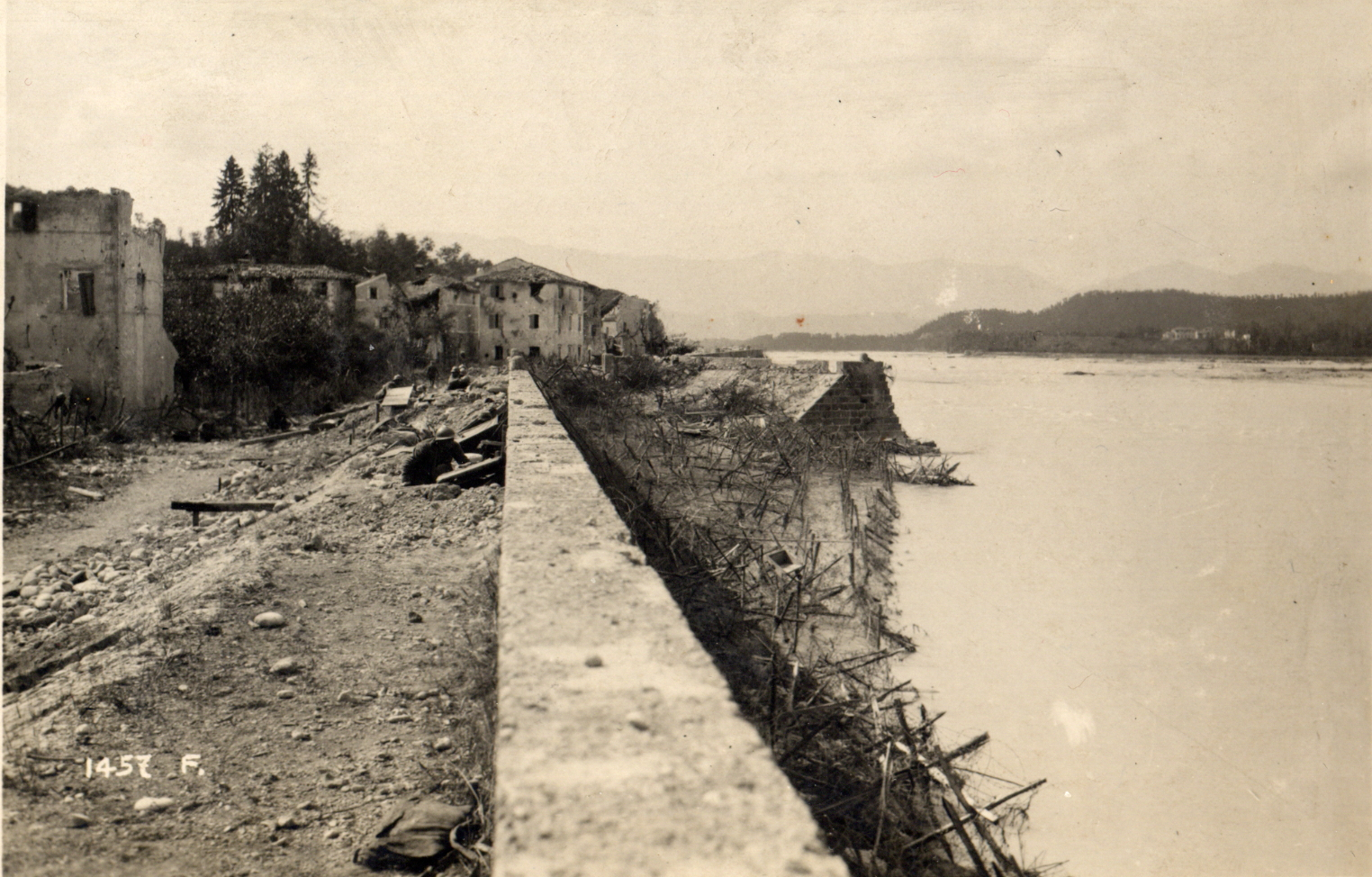
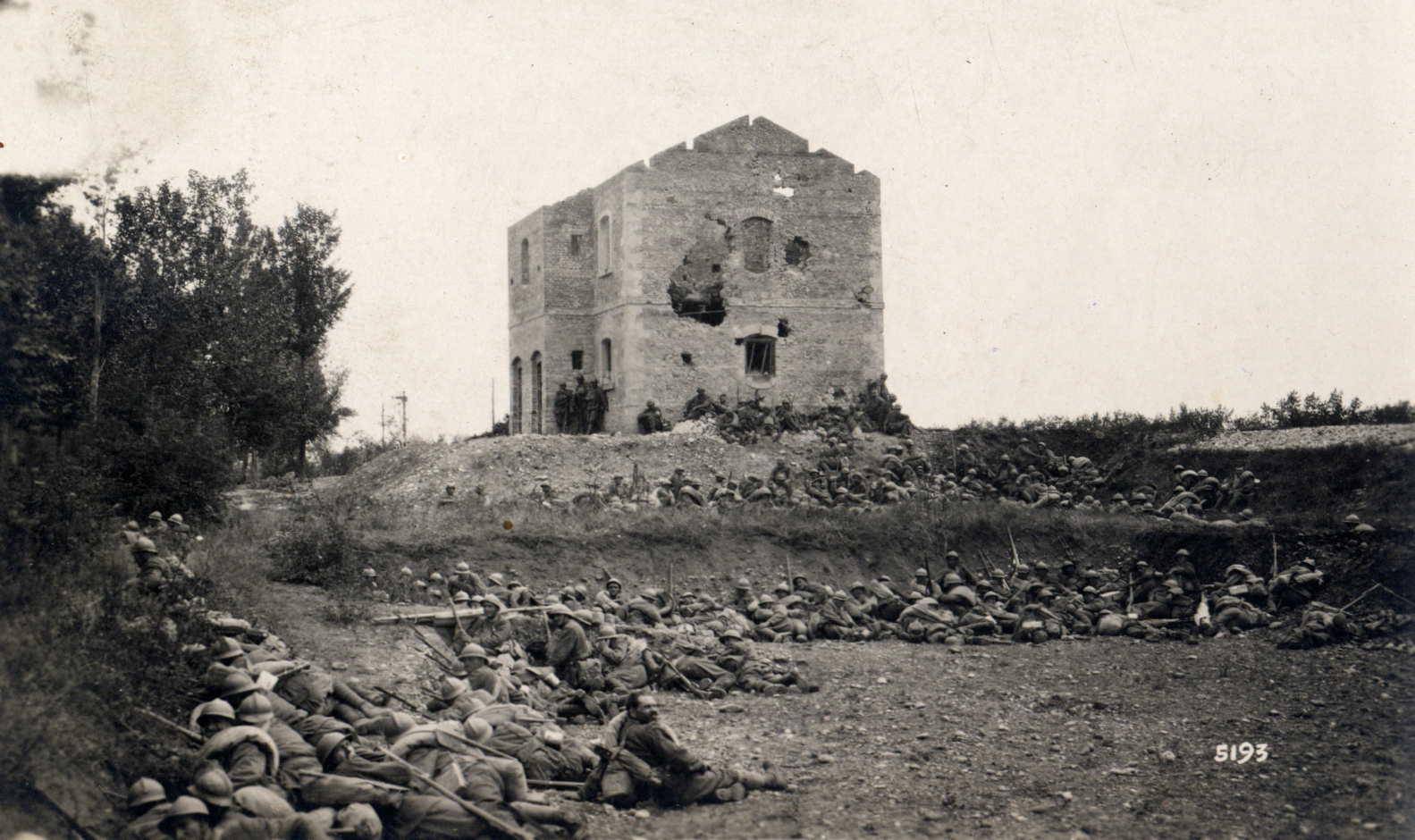
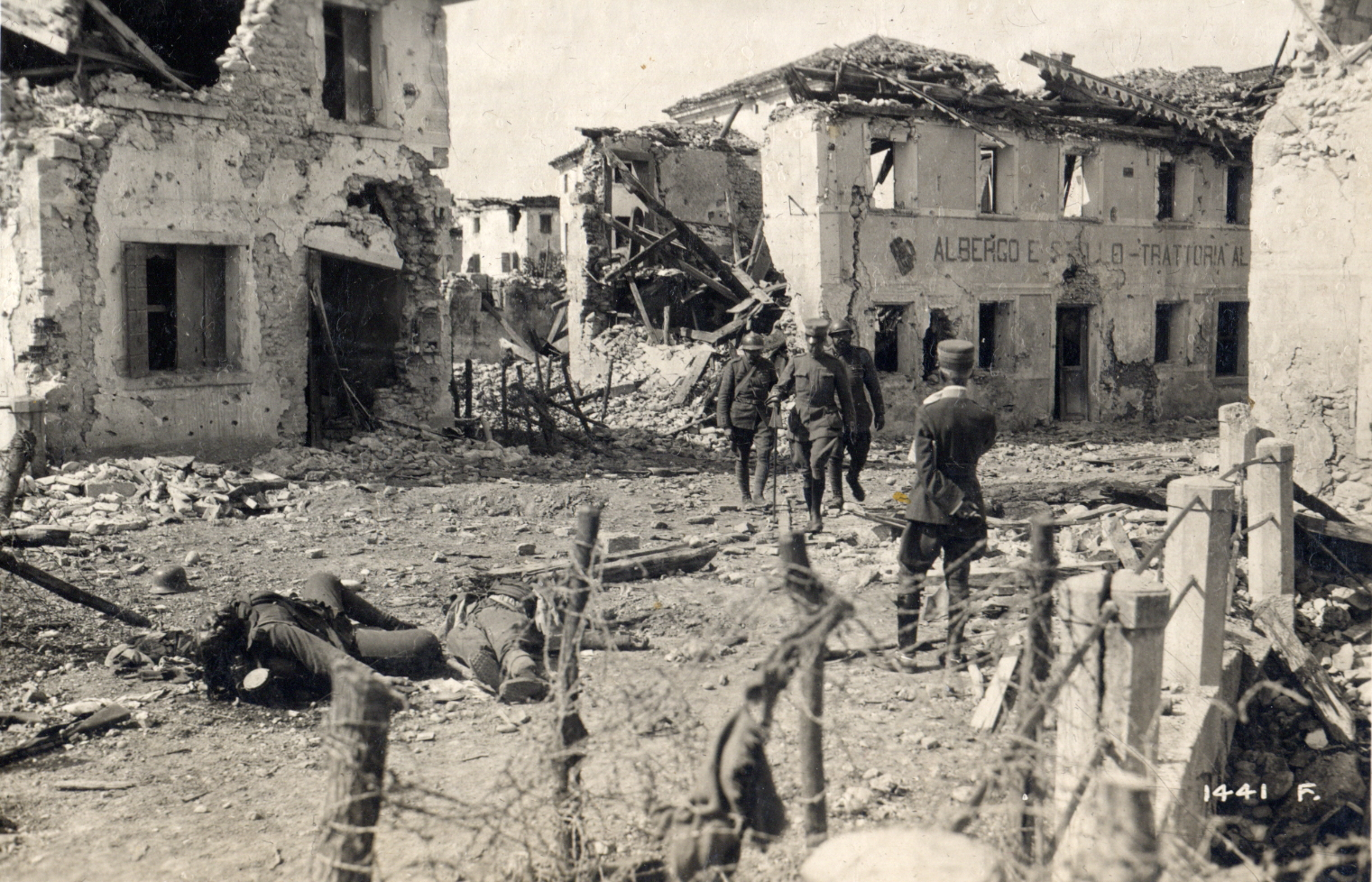